# Charles A. Zimmermann

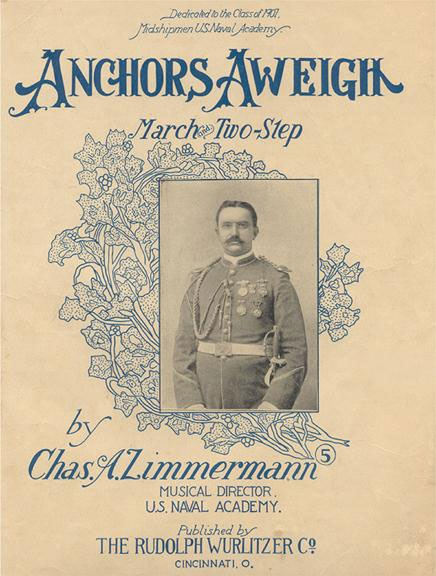
På omslaget för ett nothäfte (1906).

Charles A. Zimmermann, född 1861 i Rhode Island, död 1916 i Annapolis, var en amerikansk kompositör.
Zimmerman arbetade som orkesterledare vid United States Naval Academy från 1887 fram till sin död 1916. Hans i dag mest kända verk är marschen "Anchors Aweigh", komponerad 1906, som blivit kampsången för USA:s flotta.